# مخيم النصر
مخيم النصر يقع في "حي الأمير حسن"  في قلب العاصمة الأردنية (عمان)، بالقرب من جبل النصر، أنشئ المخيم عام 1967م.  على مساحة 96 دونمًا، ويبلغ المسجلين فيه حوالي 10 آلاف لاجئ. في المخيم مدارس، واحدة للبنين وواحدة للبنات تغطي الصفوف الابتدائية والمتوسطة ومدعومة من وكالة غوث وتشغيل اللاجئين - أونروا , وكذلك يوجد مركز صحي في المخيم لتقديم الخدمات الطبية البسيطة للمواطنين .

## أنظر أيضًا
- اللاجئون في الأردن
- أردنيون من أصول فلسطينية